# Куликов, Владимир Иванович (рабочий)
Владимир Иванович Куликов — советский хозяйственный и государственный деятель, лауреат Государственной премии СССР за выдающиеся достижения в труде.

## Биография
Родился в 1939 году на территории современной Костромской области. Член КПСС.
В 1962—1992 годах — судосборщик, бригадир судосборщиков Выборгского судостроительного завода Министерства судостроительной промышленности СССР.
Инициировал бригадный подряд на заводе, активный рационализатор, автор многих рациональных предложений, совокупный эффект которых составил почти 9 тысяч рублей. На участке Куликова впервые в СССР освоили технологию поточной линии изготовления выгородок и стенок надстройки судов, а также применена новая технология сварки.
За большой личный вклад в ускорение ввода в действие и освоения производственных мощностей был в составе коллектива удостоен Государственной премии СССР за выдающиеся достижения в труде 1981 года.
Жил в Выборге.

## Награды
- Орден Трудового Красного Знамени
- Орден Знак Почёта